# Emma Hewitt
Emma Louise Hewitt (Geelong, 28 april 1988) is een Australische singer-songwriter en zangeres. Momenteel woont ze in Los Angeles. Vroeger was zij woonachtig in Amsterdam.

## Biografie
Hewitt was de zangeres van de Australische rockband Missing Hours, met wie ze een debuutalbum "Missing hours" uitbracht in oktober 2008. De band die ze vormde met haar broer Anthony is tegenwoordig niet langer actief, omdat ze allebei in Europa wonen en werken als songwriters van elektronische dansmuziek.
Alhoewel Emma Hewitt een muzikale achtergrond had in rock muziek, bracht ze haar eerste single uit in 2007 in de stijl progressive house. "Carry Me Away" werd gemaakt samen met de Britse DJ Chris Lake. De single haalde plaats 11 in de Spaanse hitlijst en plaats 12 in Finland. De single stond in totaal 5 weken in de Billboard Hot Dance Airplay lijst in de Verenigde Staten en haalde plaats 1 in december 2007.
Na het succes van haar eerste single, werkte ze met verschillende artiesten zoals Cosmic Gate, Gareth Emery, Dash Berlin en Ronski Speed samen. De single "Waiting", die gepubliceerd werd met Dash Berlin in 2009, stond op de 25ste plaats in de Belgische hitlijst. In Armin van Buuren's radioprogramma A State of Trance werd de single met 2109 stemmen door het publiek gekozen tot het op een na beste liedje van 2009. At the International Dance Music Awards 2010 werd "Waiting" bekroond voor de beste HiNRG/Euro Track. Ook werd ze twee keer genomineerd voor de categorie Best Trance Track met "Waiting" en "Not Enough Time".

## Discografie

### Met Missing Hours
- Missing Hours (2008)

### Als Emma Hewitt
- Burn the Sky Down (2012)

### Singles
- 2012: Colours
- 2012: Miss You Paradise
- 2012: Still Remember You (Stay Forever)
- 2012: Foolish Boy
- 2012: Rewind
- 2013: Crucify

### Samenwerkingen
- 2007: Chris Lake feat. Emma Hewitt – Carry Me Away (Hot Dance Airplay #1, Global Dance Tracks #28)
- 2009: Cosmic Gate feat. Emma Hewitt – Not Enough Time
- 2009: Serge Devant feat. Emma Hewitt – Take Me With You
- 2009: Dash Berlin feat. Emma Hewitt – Waiting
- 2009: Amurai feat. Emma Hewitt – Crucify Yourself
- 2010: Ronski Speed pres. Sun Decade feat. Emma Hewitt – Lasting Light
- 2010: Marcus Schössow & Reeves feat. Emma Hewitt – Light
- 2010: Gareth Emery with Emma Hewitt – I Will Be the Same
- 2010: Lange feat. Emma Hewitt – Live Forever
- 2011: Dash Berlin feat. Emma Hewitt – Disarm Yourself
- 2011: Allure feat. Emma Hewitt – No Goodbyes
- 2011: Allure feat. Emma Hewitt – Stay Forever
- 2011: Micky Slim feat. Emma Hewitt - Tonight
- 2011: Cosmic Gate feat. Emma Hewitt - Be Your Sound
- 2011: Cosmic Gate feat. Emma Hewitt - Calm Down
- 2012: Dash Berlin feat. Emma Hewitt – Like Spinning Plates
- 2013: Armin van Buuren feat. Emma Hewitt - Forever is Ours
- 2016: Schiller met Emma Hewitt - Looking Out For You, Only Love
- 2018: Gareth Emery feat. Emma Hewitt - Take Everything